# Parasynema
Parasynema là một chi nhện trong họ Thomisidae.